# 探偵はもう、死んでいる。
『探偵はもう、死んでいる。』（たんていはもう、しんでいる。西: La detective está muerta）は、二語十による日本のライトノベル。略称は「たんもし」。イラストはうみぼうずが担当している。第15回MF文庫Jライトノベル新人賞《最優秀賞》を受賞。MF文庫J（KADOKAWA）より2019年11月25日から刊行されている。
2022年7月時点でシリーズ累計部数は100万部を突破している。2020年3月には『ラノベ好き書店員大賞2020』文庫部門第1位を獲得。『このライトノベルがすごい！』では2021年版で文庫部門で4位、新作部門で3位、2022年版では文庫部門で8位、2023年版・2024年版では同部門で共に10位を獲得。
スピンオフ小説として、月見秋水による『夏凪渚はまだ、女子高生でいたい。 探偵はもう、死んでいる。Ordinary Case』が2023年8月25日から、ひなちほこによる『シャーロットはただ、事件を解きたい。 探偵はもう、死んでいる。Code:RED』が2024年5月24日から、森林梢による『斎川唯はでも、アイドルでいる。 探偵はもう、死んでいる。Lovely Stage』が2024年8月23日からそれぞれ刊行中。
メディアミックスとして、麦子による原作1巻と3巻のコミカライズ版が『月刊コミックアライブ』にて2020年7月号より連載され、さらに同誌2021年3月号より2022年11月号までPoniによる原作2巻のコミカライズ『探偵はもう、死んでいる。-the lost memory-』を連載。また2021年からはテレビアニメが制作されている。

## あらすじ
始まりは4年前、君塚君彦は地上1万メートルの空の上でハイジャック事件に遭遇する。その飛行機の中で君塚は謎の探偵・シエスタと出会い、その助手になる。それから3年間、二人は世界中を旅しながら秘密組織《SPES》との戦いの日々を過ごす。そして3年後、君塚はシエスタと死に別れる。
シエスタの死からさらに1年後、君塚の前に夏凪渚が現れ、人探しを依頼する。依頼の内容は、移植された自分の心臓は誰のものかというものだった。そして、君塚は「移植された心臓の前の持ち主」はシエスタだったことを突き止め、探偵となった夏凪の助手になり物語が進んでいく。

## 登場人物
声の項は特記がない限りテレビアニメ版の担当声優。

### 主要人物
君塚 君彦（きみづか きみひこ）
声 - 長井新
本作の主人公。18歳。高校3年生。口癖は「理不尽だ」。誕生日は5月5日。
4年前に遭遇したハイジャックの一件からシエスタの助手となる。しかし相棒であったシエスタを1年前に亡くしたことによって、無気力な日々を送っていた。その後夏凪からの依頼を受けたことで、止まっていた時間が動き出す。
自他ともに認める「巻き込まれ体質」のお陰で、針金を使った鍵開けや拳銃の心得がある。《調律者》からは《特異点》と呼ばれ、世界の運命を変えると言われている。
本作のベースとなったいくつかの作品は、いずれも主人公が君塚であることは共通しており、作者の二語がお気に入りのキャラクターとして君塚を挙げている。
『このライトノベルがすごい！』男性キャラクター部門では2021年版で9位、2022年版で6位、2023年版で8位、2024年版で7位を獲得している。
シエスタ
声 - 宮下早紀、悠木碧（2019年PV）
本作のメインヒロイン。白銀色 のショートヘアの少女。瞳の色は青。シエスタという名前はコードネーム。「名探偵」と名乗っている。
本名・年齢・国籍ともに不明。誕生日は4月2日。物語開始時点で故人。君彦のことは名字も名前も君が入っていることから「君」と呼ぶ。
依頼人の利益を守ることを信条としていた。色々と謎の多い人物であったが、物語が進むにつれて、君塚の昔話やシエスタに関わりのあった人物によって、彼女について明らかになっていっている。
心臓が特別であるほか、特殊な力のある「七つ道具」と呼ばれる道具を持っている。武器はマスケット銃。装填されている「赤い弾丸」はシエスタの血でできており、一度撃たれたらマスター（シエスタ）に逆らえなくなる。
世界を守るための存在である《調律者》の1人である名探偵。
新人賞応募原稿の執筆時点では脇役だったが、受賞後の担当編集との打ち合わせを経て中心人物として描かれることになった。
『このライトノベルがすごい！』女性キャラクター部門では2021年版で4位、2022年版で2位、2023年版で6位を獲得、2024年版で4位を獲得している。
夏凪 渚（なつなぎ なぎさ）
声 - 竹達彩奈（テレビアニメ・2020年PV）
本作のヒロインの一人。長い黒髪をサイドにまとめた少女。18歳。女子高生。性格は強気ではあるがドM。口癖は「倍殺し」。君塚に人探しを依頼した。
1年前に心臓移植を受けた後、「どうしても会わないといけない人がいるけれど、それが誰か分からない」という理由から君塚に依頼をする。
実はその心臓の持ち主は、1年前、夏凪のドナーと時を同じくして亡くなっていたシエスタのものであり、君塚に「夏凪は夏凪の人生を生きていいんだからな」と言われるも、自らの意志で、シエスタの跡を継ぎ名探偵となる事を決意。
シードとの激闘の末、脳死状態になる。
切り裂きジャック事件ではアリシア（声 - 長縄まりあ）として君塚の前に現れた。
作者の二語十によると、新人賞応募原稿では夏凪がメインヒロインのつもりで執筆したという。
ヘル
声 - 花守ゆみり
渚のもう1つの人格。黒髪ショートで紅い瞳の少女。軍服を纏い武器にサーベルを扱う。幼いころにSPESの施設であった辛いことから渚を守るために生まれた人格。SPESの最高幹部として君塚とシエスタの前に現れており、シエスタと闘っている。SPESに所属していたのは、本来の体の人格である渚がシードによって殺されないようにするため。
原作第3巻以降では、主人格の渚と和解し、彼女に協力した。
斎川 唯（さいかわ ゆい）
声 - 高尾奏音
本作のヒロインの一人。左目に眼帯をした少女。女子中学生。14歳。現役アイドルとして有名であり頻繁に雑誌やCMにも取り上げられている。
家宝である「奇跡のサファイア」が盗まれるのを未然に防ぐため、君塚と夏凪に警護の依頼をする。
作中最年少でありながら、1番大人びていると君塚に称される、しっかり者。
本作のベースとなった作品の一つでは探偵だったが、苗字は犀川で性格も現在のものとは異なっており、二語がアイドル好きであることや、表の明るい面だけでなく舞台裏で努力する面を描こうとしていたことから現在の設定となった。
シャーロット・有坂・アンダーソン（シャーロット・ありさか・アンダーソン）
声 - 白砂沙帆
本作のヒロインの一人。金髪の少女。17歳。愛称は｢シャル｣。日本人とアメリカ人のハーフ。出身は欧米。元々はシエスタを殺すために送られた刺客であったが、シエスタに敗れてからはシエスタのことを「マーム」と呼んで慕っている。現在は加瀬の部下。
応募原稿の時点では脇役の純日本人で、君塚やシエスタとは知り合いではなかったが、3部構成の1巻では最後に登場するヒロインであるため印象に残るキャラクターになるように設定が変更された。また髪色が他のヒロインと被らないようにするために、金髪のハーフにすると決めたことで、自然と性格も現在のものになった。

### 調律者
世界の危機を防ぐべく存在する12の役職（役職数が変わることもある）。物語時点で《名探偵》《暗殺者》《吸血鬼》《巫女》《怪盗》《発明家》《情報屋》《革命家》《黒服》《魔法少女》《執行人》《名優》が存在している。過去には、《剣豪》なども存在していた。
シエスタ
加瀬 風靡（かせ ふうび）
声 - 渕上舞
紅い髪をポニーテールにした女性。28歳。刑事であり、階級は警部補。
昇級への意思が強い。
不確かな方法で世界を守るよりも確実な方法で守ろうとする。そのため、シードを倒す一番の方法であるシードの地球での生存に必要な器候補を殺そうとした。
葉巻や煙草を吸っているが、禁煙すると言いつつ止められない人物である。《調律者》の1人である。役職名は暗殺者。暗殺者は罪のない者しか殺せない。
スカーレット
銀髪で金色の瞳の男性。身長が高く、白いスーツを纏っている。人間ではなく吸血鬼であり、人間の血を食料とするだけでなく、背中から大きな黒い翼を出して飛行することもできる。《調律者》の1人で、役職名は吸血鬼。
本来は美しい者の血しか飲まないと決めていたが、うっかり2週間ほど血を飲むのを忘れており、ちょうど近くにいた君塚の血を飲んで急場を凌いでいる。
完全ではないが死者を甦らせる力を持っている。
ミア・ウィットロック
青みがかった長い髪の少女。16歳。《調律者》の1人で、役職名は巫女。世界の危機に関係することを予言することができ、それを「聖典」という本に記載することを使命としている。
元々はその予言の能力が開花した際に、その力を使ってお金儲けを企んだ両親によって宗教団体の教祖にさせられてしまっていた。しかし信者にミアの両親が嘘の予言を伝えた事により、騙された腹いせにミアの家に信者が火を放ち、その火事で両親は亡くなった。その火災から数か月後、施設にいたミアは、自分の能力や未熟さに嘆いていたところをシエスタに助け出された。その後はそれを切っ掛けにシエスタのことを「先輩」と呼んで慕っていた。
リローデッド
橙色の髪の毛をした少女であり、《調律者》の一人。役職名は魔法少女。活発的であり初登場から君塚をペットにしたがるなど他のメンバーに劣らずの性格をしていた。元は《魔術師》と呼ばれていたようで《調律者》になる代わりに役職名を変えたらしい。詳細な能力や役割は不明。
フリッツ・スチュワート
表向きはニューヨークの市長をしており、また《調律者》の一人でもある。役職名は革命家。温厚な人柄と確かな実績で支持を集め、ニューヨークの市長として、表舞台に立ち続けてる。革命家としてはこの世界を裏側からほんの少し傾けることが与えられた使命だという。
スティーブン・ブルーフィールド
《調律者》であり、役職名は発明家。シエスタの体を冷凍保存していたのも彼であり高い技術を有している。彼の信念は100%不可能な手術には決して挑まない。これは逆説的に言えば彼が関わっているということは必ず患者が助かる可能性があるということだ。もう1つは依頼人に対して全力を尽くすということ。そんな一面もあってか、他の《調律者》達からも高く信頼を得ている。

### SPES（スペース）
宇宙から飛来した植物の種である｢原初の種｣から生まれた生物の組織。｢原初の種｣の複製体である人造人間のカメレオンやケルベロス、種を人間に適合させたコウモリのような半人造人間などがいる。
原初の種 / シード
【SPES】の親玉。人造人間の生みの親であり、その原型。人間ではなく、正体は宇宙から飛来した植物の種であり、生存本能に従って地球に適応しようとしている存在。
ヘル

コウモリ
声 - 松岡禎丞
金髪 の男性。瞳の色はエメラルドグリーン。北欧出身 の34歳。本名はアルベルトコールマン。半人造人間。
100キロメートル先まで聞こえる、心音を聞き分けられるなど、人造人間の能力として驚異的な聴力を持つ。その代償に視力を失っている。記憶力も凄まじく、能力を得てから数十年の間に聴いたものを記憶している。
君塚とシエスタが出会った事件であるハイジャックを引き起こした人物であり、その事件後は日本の警察によって存在を匿ってもらっていた。
カメレオン
声 - 子安武人
銀髪の細身な男性。顔立ちはアジア系。人造人間としての能力は、景色に溶け込み、透明化できること。触手のように10メートルほど伸びる「舌」を持つ。
ケルベロス
声 - 中田譲治
とても鼻が良く、また、自身の姿を変えることもできる。君塚と対面した時にはシャルに化けていたり、身体を縮めシエスタの拘束から逃れたりなど、自由自在である。

## 制作背景
作者の二語十が、趣味である散歩中に思いついた「お客様の中に、探偵はいらっしゃいませんか？」という一文から作品の構想を広げていった。本作の前に応募した公募の中で、最終候補まで残った作品への「面白いけど、ライトノベルっぽさが足りない」という選評を受けて、本作ではライトノベルらしい要素を詰め込んでいった。また、二語は大事なものを失った主人公が、問題を抱えたヒロインの依頼と向き合う中で新しい自分を見つけていくことをテーマとし、一方で基本的には明るく楽しい会話劇になるよう心がけている。

## 既刊一覧

### 小説
本編はドワンゴのスマートフォンおよびPC向けのオーディオブックサービス『ListenGo by dwango.jp（リスンゴ）』にて、アニメにも出演した長井新と宮下早紀の朗読で、2021年8月26日から順次オーディオブック化されている。
- 二語十（著）・うみぼうず（イラスト） 『探偵はもう、死んでいる。』 KADOKAWA〈MF文庫J〉、既刊13巻（2025年7月25日現在）
  1. 2019年11月25日初版発行（同日発売[61]）、ISBN 978-4-04-064196-6
  2. 2020年1月25日初版発行（1月24日発売[62]）、ISBN 978-4-04-064328-1
  3. 2020年6月25日初版発行（同日発売[63]）、ISBN 978-4-04-064593-3
  4. 2020年11月25日初版発行（同日発売[64]）、ISBN 978-4-04-680016-9
  5. 2021年5月25日初版発行（同日発売[65]）、ISBN 978-4-04-680914-8
  6. 2021年11月25日初版発行（同日発売[66]）、ISBN 978-4-04-680440-2
  7. 2022年8月25日初版発行（同日発売[67]）、ISBN 978-4-04-681657-3
  8. 2023年1月25日初版発行（同日発売[68]）、ISBN 978-4-04-682108-9
  9. 2023年4月25日初版発行（同日発売[69]）、ISBN 978-4-04-682568-1
  10. 2023年10月25日初版発行（同日発売[70]）、ISBN 978-4-04-682766-1
  11. 2024年3月25日初版発行（同日発売[71]）、ISBN 978-4-04-682767-8
  12. 2024年11月25日初版発行（同日発売[72]）、ISBN 978-4-04-684252-7
  13. 2025年7月25日初版発行（同日発売[73]）、ISBN 978-4-04-684979-3
- 月見秋水（著）・はねこと（イラスト）・二語十（原作・監修）・うみぼうず（キャラクター原案） 『夏凪渚はまだ、女子高生でいたい。 探偵はもう、死んでいる。Ordinary Case』 KADOKAWA〈MF文庫J〉、既刊2巻（2024年2月24日現在）
  1. 2023年8月25日発売[74]、ISBN 978-4-04-682770-8
  2. 2024年2月24日発売[75]、ISBN 978-4-04-683345-7
- ひなちひこ（著）・千種みのり（イラスト）・二語十（原作・監修）・うみぼうず（キャラクター原案） 『シャーロットはただ、事件を解きたい。 探偵はもう、死んでいる。Code:RED』 KADOKAWA〈MF文庫J〉、既刊1巻（2024年5月24日現在）
  1. 2024年5月24日発売[76]、ISBN 978-4-04-683609-0
- 森林梢（著）・あるみっく（イラスト）・二語十（原作・監修）・うみぼうず（キャラクター原案） 『斎川唯はでも、アイドルでいる。 探偵はもう、死んでいる。Lovely Stage』 KADOKAWA〈MF文庫J〉、既刊1巻（2024年8月23日現在）
  1. 2024年8月23日発売[77]、ISBN 978-4-04-683917-6

### 漫画
- 麦子（漫画）・二語十（原作）・うみぼうず（キャラクター原案） 『探偵はもう、死んでいる。』 KADOKAWA〈MFコミックス アライブシリーズ〉、既刊6巻（2023年10月23日現在）
  1. 2020年11月21日発売[78]、ISBN 978-4-04-680007-7
  2. 2021年5月21日発売[79]、ISBN 978-4-04-680379-5
  3. 2021年7月21日発売[80]、ISBN 978-4-04-680634-5
  4. 2021年12月23日発売[81]、ISBN 978-4-04-680987-2
  5. 2023年5月23日発売[82]、ISBN 978-4-04-681737-2
  6. 2023年10月23日発売[83]、ISBN 978-4-04-682849-1
- Poni（漫画）・二語十（原作）・うみぼうず（キャラクター原案） 『探偵はもう、死んでいる。-the lost memory-』 KADOKAWA〈MFコミックス アライブシリーズ〉、全4巻
  1. 2021年5月21日発売[84]、ISBN 978-4-04-680505-8
  2. 2021年10月21日発売[85]、ISBN 978-4-04-680939-1
  3. 2022年4月21日発売[86]、ISBN 978-4-04-681317-6
  4. 2022年11月22日発売[87]、ISBN 978-4-04-681970-3
- 炒芽もやし（漫画）・二語十（原作）・うみぼうず（キャラクター原案） 『とある名探偵と助手のラブコメ的日常＠探偵はもう、死んでいる。』KADOKAWA、既刊2巻（2023年6月23日現在）
  1. 2022年2月25日発売[88]、ISBN 978-4-04-681181-3
  2. 2023年6月23日発売[89]、ISBN 978-4-04-682569-8

### その他
- うみぼうず 『探偵はもう、死んでいる。 うみぼうずアートワークス』 KADOKAWA、2024年3月25日発売[90]、ISBN 978-4-04-680007-7

## テレビアニメ
Season1は2021年1月20日にテレビアニメ化が発表され、同年7月から9月までAT-Xほかにて放送された。初回は1時間スペシャルとして放送された。第3話にはバーチャルYouTuberの白上フブキと夏色まつりが本人役で出演した。原作第2巻までのエピソードが順序入れ替えられたりしてアニメ化されている。
Season2は2026年に放送予定。

### スタッフ
- 原作 - 二語十[18]
- キャラクター原案 - うみぼうず[18]
- 監督 - 栗原学[18][94]
- アニメーションスーパーバイザー - 三浦和也[48]
- 副監督 - 福元しんいち[48]
- シリーズ構成 - 赤尾でこ[18][94]
- キャラクターデザイン・総作画監督 - 伊藤陽祐[18][94]
- プロップデザイン - 亀山千夏、増井良紀、宇井川真明、新谷真昼（第2、5話-）、吉川久美子、中尾朱里（第5話-）
- 美術監督・美術設定 - 大河内稔[48]
- 色彩設計 - 西詠仔[48]
- 撮影監督 - 本阿弥光平[48]
- 編集 - 小口理菜[48]
- 音響監督 - 阿部信行[48]
- 音楽 - ゆうゆ[48]、谷ナオキ[48]、矢野達也[48]
- 音楽制作 - インクストゥエンター[18]
- プロデューサー - 新井孝介、大類瞬、德村憲一、熊川真実、丸山創、礒谷徳知、有水宗治郎
- アニメーションプロデューサー - 安藤圭一
- アニメーション制作 - ENGI[18][94]
- 製作 - たんもし製作委員会[48]

### 主題歌
「ここで生きてる」
めありー×jon-YAKITORYによるSeason1オープニングテーマ。作詞・作曲・編曲はjon-YAKITORY。
「鼓動」
カグラナナによるSeason1エンディングテーマ。作詞・作曲・編曲は40mP。
「九星号は急停車！」「さふぁいあ☆ふぁんたずむ」「らずべりー×ぐりずりー」
斎川唯（高尾奏音）によるSeason1劇中歌。作詞・作曲・編曲はNor。

### 評価
「ニュータイプアニメアワード2021-2022」では作品賞（TV部門）で10位を獲得している。

### 各話リスト
| 第1話  | お客様の中に、探偵の方はいらっしゃいませんか？ | 赤尾でこ | 栗原学 寺岡臨 | 福元しんいち 槙麻里奈 | 亀山千夏 増井良紀 能海知佳 宇井川真明 | 2021年 7月4日 |
| 第1話  | 開幕、青春ラブコメ編                           | 赤尾でこ | 栗原学 寺岡臨 | 福元しんいち 槙麻里奈 | 亀山千夏 増井良紀 能海知佳 宇井川真明 | 2021年 7月4日 |
| 第2話  | 今も、ずっと、憶えてる                         | 赤尾でこ | 伊藤史夫      | 伊藤史夫              | Lee Seong-jin Kim Eun-sock Song Hyeon-ju 亀山千夏 増井良紀 能海知佳 宇井川真明                                                                  | 7月11日       |
| 第3話  | それが、唯にゃクオリティ                       | 長嶋宏明 | 小林一三      | 横手颯太              | Min Hyun Sook Jeon Jong Min Lee Seong Hee Kang Dong Ha Lee BooHee Choi Kyung Seok                                                               | 7月18日       |
| 第4話  | その瞳に視えているもの                         | 寺西南都 | 増田敏彦      | 山本りゅうた          | Lee Seong-jin Hwang Seong-won 能海知佳 亀山千夏 宇井川真明 増井良紀                                                                             | 7月25日       |
| 第5話  | それは一年後の未来へ向けた                     | 赤尾でこ | 寺丘臨        | 金澤由季              | Lee Seong-jin Hwang Seong-won 能海知佳 亀山千夏 宇井川真明 増井良紀                                                                             | 8月1日        |
| 第6話  | 紅蓮の悪魔、氷の女王                           | 長嶋宏明 | 伊藤史夫      | 伊藤史夫              | Lee Seong-jin Mubon Hyeong-jun Jeong Yong-un Hwang Seong-won Moon Hee 能海知佳 亀山千夏 増井良紀 宇井川真明                                     | 8月8日        |
| 第7話  | いつか、この日を思い出す                       | 寺西南都 | 海野なまこ    | 福元しんいち          | 能海知佳 宇井川真明 亀山千夏 増井良紀 | 8月15日       |
| 第8話  | そうしてもう一度、旅にでる                     | 寺西南都 | 海野なまこ    | 遠藤亮平              | Jeon Jong Min Kang Dong Ha Lee Sang Min Jung Chul Gyo Long Guang                                                                                | 8月22日       |
| 第9話  | SPES                                           | 赤尾でこ | 海野なまこ    | 伊藤史夫              | Kim Bong-duk Kim Hyeon-gyeong Woo Gueum-yung 亀山千夏 増井良紀 能海知佳 宇井川真明                                                              | 8月29日       |
| 第10話 | だから俺は、探偵にはなれない                   | 長嶋宏明 | 寺丘臨        | 寺丘臨                | 首藤武夫 | 9月5日        |
| 第11話 | 希望の中の光                                   | 長嶋宏明 | 釘宮洋        | 金澤由季              | Kang Hyeon-guk Kim Jeong-suk Mubon Hyeong-jun Jeong Yong-un Kim Da-hui Kim Eun-sook Mun Hui Lee Seong-jin 亀山千夏 増井良紀 能海知佳 宇井川真明 | 9月12日       |
| 第12話 | 君と過ごした、あの目も眩むような三年間は       | 赤尾でこ | 増田敏彦      | 槙麻里奈              | 能海知佳 宇井川真明 亀山千夏 増井良紀 手島勇人 Kang Hyeon-guk Mun Hui Hwang Seong-won Lee Seong-jin Jeong Yong-un                               | 9月19日       |

### 放送局
| 放送期間               | 放送時間                     | 放送局     | 対象地域 | 備考                                 |
| ---------------------- | ---------------------------- | ---------- | -------- | ------------------------------------ |
| 2021年7月4日 - 9月19日 | 日曜 21:30 - 22:00           | AT-X       | 日本全域 | CS放送 / 字幕放送 / リピート放送あり |
| 2021年7月5日 - 9月20日 | 月曜 0:30 - 1:00（日曜深夜） | TOKYO MX   | 東京都   | 初回のみ0:00から放送。               |
|                        |                              | サンテレビ | 兵庫県   |                                      |
|                        | 月曜 0:45 - 1:15（日曜深夜） | KBS京都    | 京都府   | 初回のみ0:15から放送。               |
| 2021年7月6日 - 9月21日 | 火曜 0:00 - 0:30（月曜深夜） | BS日テレ   | 日本全域 | BS放送 / 『アニメにむちゅ〜』枠      |
|                        | 火曜 2:05 - 2:35（月曜深夜） | テレビ愛知 | 愛知県   |                                      |

| 配信開始日           | 配信時間                | 配信サイト |
| -------------------- | ----------------------- | --- |
| 2021年7月4日         | 月曜 23:00 更新         | dアニメストア |
| 2021年7月7日         | 水曜 23:00 - 23:30      | ABEMA |
| 2021年7月9日以降順次 | 金曜 23:00 以降順次更新 | niconico GYAO! ひかりTV FOD Netflix バンダイチャンネル Hulu J:COMオンデマンド アニメ放題 Amazon Prime Video U-NEXT Rakuten TV DMM.com music.jp ビデオマーケット HAPPY!動画 クランクイン！ビデオ ムービーフルplus |

### BD / DVD
| 巻 | 発売日         | 収録話         | 規格品番  | 規格品番   | 規格品番   |
| 巻 | 発売日         | 収録話         | BD限定版  | BD通常版   | DVD通常版  |
| -- | -------------- | -------------- | --------- | ---------- | ---------- |
| 1  | 2021年11月26日 | 第1話 - 第4話  | KAXA-8181 | KAXA-8191  | KABA-11081 |
| 2  | 2021年12月22日 | 第5話 - 第8話  |           | KAXA-8192  | KABA-11082 |
| 3  | 2022年1月26日  | 第9話 - 第12話 | KAXA-8193 | KABA-11083 |            |

### Webラジオ
君塚君彦役の長井新とシエスタ役の宮下早紀によるWebラジオ『探偵と助手の【たんもしRADIO】』が、2021年7月10日から10月2日まで音泉にて隔週土曜に配信された。